# Paleta (caramelo)

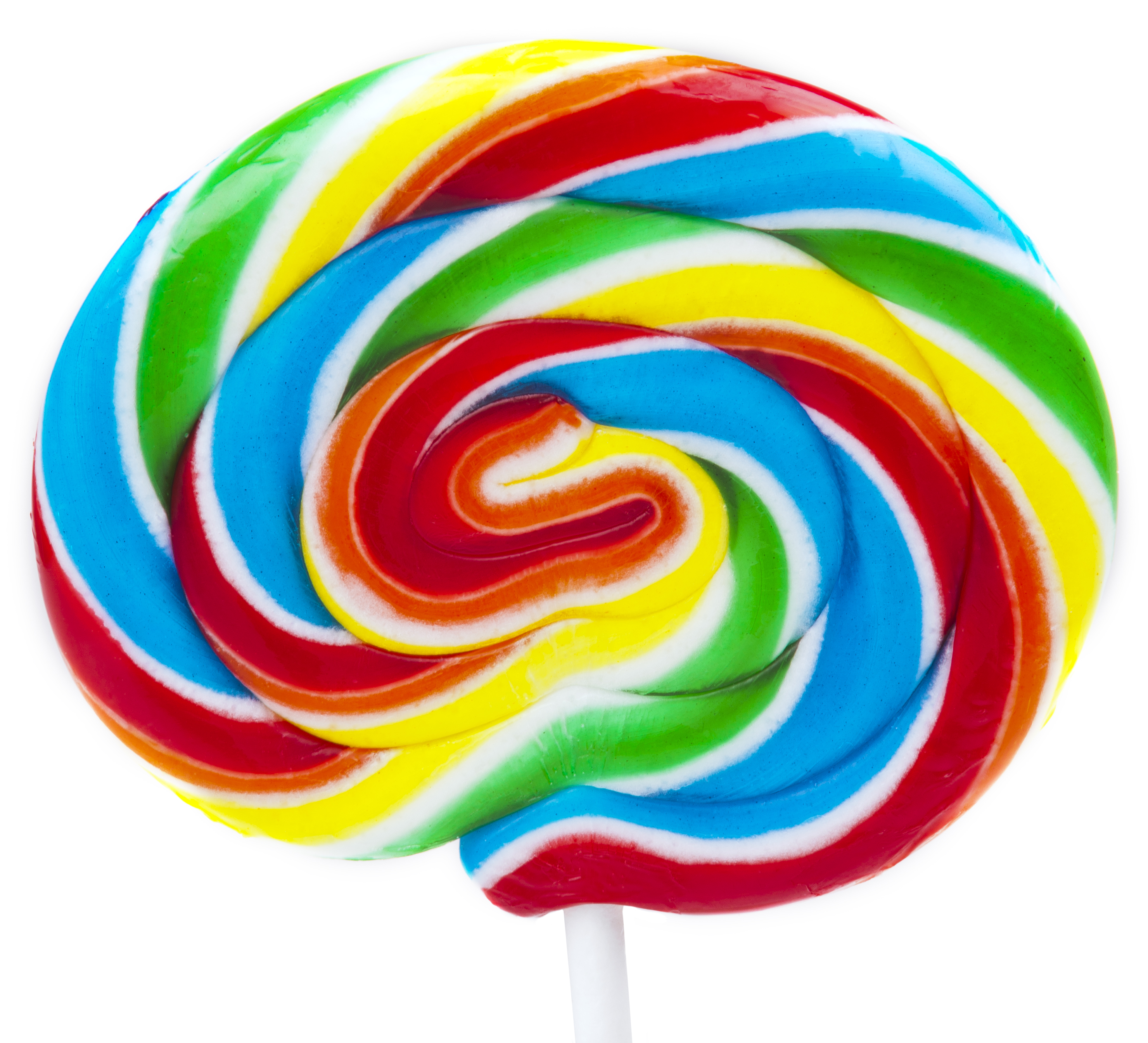
Paleta multicolor.

La piruleta, paleta o chupetín es un dulce que, a diferencia de otros, se debe lamer y es de bastante duración. 
El Diccionario de la lengua española de la Real Academia Española define paleta como un ‘caramelo plano, generalmente de forma circular, con un palito que sirve de mango’.
En los países occidentales se suelen hacer a base de azúcar, jarabe de glucosa y colorantes (rojo allura AC y tartrazina).
Varios términos informales son usados para su diseño en diferentes regiones del mundo, como chupetín, chupeta o paleta.
Algunas paletas de mayor tamaño pueden tener un palito de madera plano similar al empleado en las paletas de helado.

## Tipos de paleta

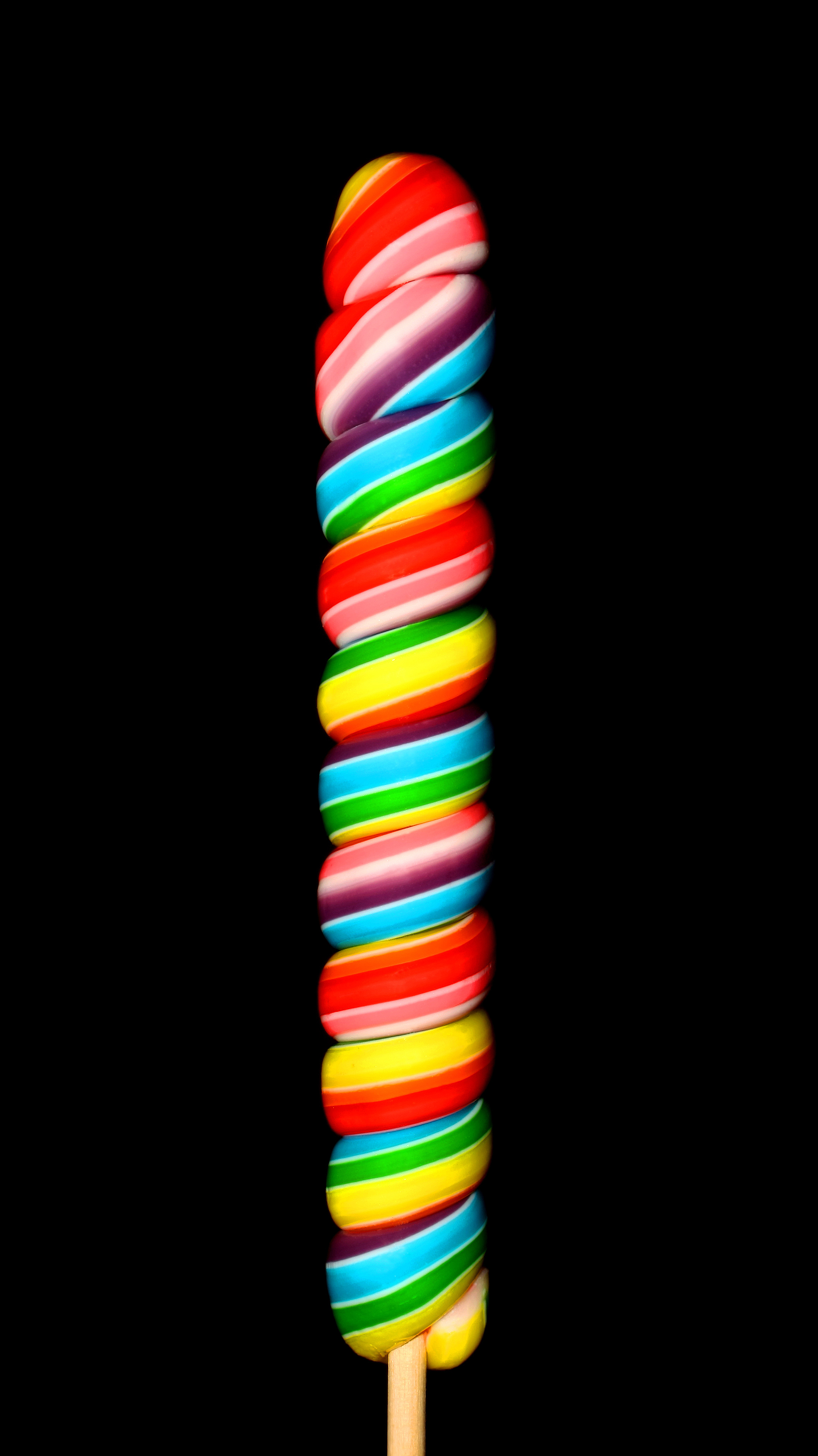
Paleta hecha con unos bastones de caramelo retorcidos en forma de espiral

Las paletas están hechas de varios colores y sabores, particularmente sabores de frutas. Con numerosas empresas que producen paletas, ahora vienen en docenas de variaciones diferentes. Las paletas pueden variar desde caramelos muy pequeños comprados agrupados y regalados como cortesía en bancos, barberías y otros lugares, hasta golosinas muy grandes hechas con bastones de caramelo retorcidos en forma de espiral.
La mayoría de las paletas se comen a temperatura ambiente, pero las "paletas heladas", "paletas heladas" o "paletas heladas" son paletas congeladas a base de agua. Los dulces similares en una barra hecha de helado, a menudo con una capa aromatizada, no suelen recibir este nombre.
Algunas paletas contienen rellenos, como chicle o caramelos blandos. Algunas paletas novedosas tienen elementos más inusuales, como larvas de gusanos de la harina, incrustados en el caramelo. Otras paletas novedosas tienen centros no comestibles, como una luz intermitente incrustada dentro del caramelo; También existe una tendencia, principalmente en América del Norte, de paletas con palos unidos a un dispositivo motorizado que hace que el caramelo gire en la boca.
En los países nórdicos, Alemania y los Países Bajos, algunas paletas están aromatizadas con salmiak.

## Nombre en cada país
| Nombre             | País |
| ------------------ | --- |
| lollipop           | Estados Unidos, Reino Unido y Chile                                                                            |
| paleta de caramelo | México |
| paleta de dulce    | México |
| popi               | Costa Rica |
| paleta             | México, Guatemala, El Salvador, Costa Rica, República Dominicana, Puerto Rico, Paraguay y a veces en Argentina |
| bolón              | República Dominicana                                                                                           |
| bombón             | Honduras y Colombia                                                                                            |
| chambelona         | Cuba |
| chupeta            | Bolivia, Colombia y Venezuela                                                                                  |
| chupete            | Bolivia, Chile, Ecuador y Perú                                                                                 |
| chupetín           | Paraguay, Uruguay y Argentina                                                                                  |
| Colombina          | Colombia debido a la marca de dulces Colombina                                                                 |
| koyak              | Chile debido a la popular serie Kojak (1973-1978). En realidad este nombre hace referencia al chupachús        |
| piruleta           | España |
| pirulito           | Brasil |

## Historia
La idea de un dulce comestible pinchado en un palo es muy simple, y es probable que el caramelo de este tipo se haya inventado y reinventado en numerosas ocasiones.
Los primeros productos de confitería que se asemejan a lo que llamamos paletas datan de la Edad Media, cuando la nobleza solía comer azúcar cocido con la ayuda de palillos o mangos.
La palabra «lolly pop» se remonta a 1784, pero en un principio se refería a caramelos blandos, más que a caramelos duros. El término podría haber derivado también de la palabra coloquial inglesa lolly (‘lengua’) y pop (‘bofetada’).
La palabra «lolipop» podría tener origen romaní, porque la tradición de la venta de manzanas caramelizadas pinchadas en un palo está relacionada con los gitanos. En idioma romaní, a la manzana roja se la llama loli-phaba.
La invención de la moderna paleta todavía es un misterio, pero una serie de empresas estadounidenses han reclamado su autoría en el siglo XX. La historia de las primeras paletas en Estados Unidos, parece haber sido distorsionada con el tiempo.
Unos creen que alguna versión del lollipop ha existido desde principios de 1800.
Otros afirman que los lolipops se inventaron durante la guerra civil estadounidense (1861-1865).
En 1908, un tal George Smith ―de New Haven (estado de Connecticut)― afirmaba ser el primero en inventar este caramelo con palito.
Tuvo la idea de poner el caramelo en un palo para hacerlo más fácil de comer y le puso el nombre de un popular caballo de carreras de la época, Lolly Pop. En 1931 registró el nombre «lollipop».
Las primeras referencias al lollipop datan de los años 1920.
En 1958, Enric Bernat, introdujo en el mercado español el primer caramelo con forma de bola y con palo, de la marca Chupa Chups, que fabricó Granja Asturias S. A. Originalmente se creó con siete sabores diferentes.
En los años 60 la empresa Fiesta, asentada en Alcalá de Henares, trajo la máquina de Estados Unidos para hacer el caramelo plano. Su director de marketing Luis Jiménez Somacarrera acuñó el nombre de Piruleta para distinguirlo del entonces tradicional pirulo, un trozo de caramelo alargado sobre un palo.

## Otros usos del término
En Venezuela se le suele dar también el nombre de chupeta a un tipo de anuncio o valla publicitaria que posee forma similar a la golosina. 